# کورینو
کورینو (به ایتالیایی: Curino) یک کومونه در ایتالیا است که در استان بیه‌لا واقع شده‌است.

## خصوصیات
کورینو ۲۱٫۴ کیلومترمربع مساحت و ۴۸۰ نفر جمعیت دارد.